# Epania schwarzeri
Epania schwarzeri är en skalbaggsart som beskrevs av Hayashi 1969. Epania schwarzeri ingår i släktet Epania och familjen långhorningar.
Artens utbredningsområde är Taiwan. Inga underarter finns listade i Catalogue of Life.